# Werchter
Werchter – dzielnica (deelgemeente) gminy Rotselaar w Belgii, w Regionie Flamandzkim, w prowincji Brabancja Flamandzka, w okręgu Leuven. 1 stycznia 2020 roku liczyła 1173 mieszkańców. Do 31 grudnia 1976 samodzielna gmina.
Miejscowość słynie z corocznej imprezy Rock Werchter, na której występują takie zespoły jak Metallica, Tool, KoЯn, The Darkness, Lenny Kravitz, Muse, Foo Fighters, Red Hot Chili Peppers, The Black Eyed Peas, Xzibit, Linkin Park.